# Картиџ (Северна Каролина)
Картиџ (енгл. Carthage) град је у америчкој савезној држави Северна Каролина.

## Демографија
По попису из 2010. године број становника је 2.205, што је 334 (17,9%) становника више него 2000. године.
| Група             | 2000.         | 2010.         |
| Белци             | 1.263 (67,5%) | 1.531 (69,4%) |
| Афроамериканци    | 577 (30,8%)   | 528 (23,9%)   |
| Азијати           | 1 (0,1%)      | 15 (0,7%)     |
| Хиспаноамериканци | 16 (0,9%)     | 73 (3,3%)     |
| Укупно            | 1.871         | 2.205         |